# Gustav-Kögel-Denkmal

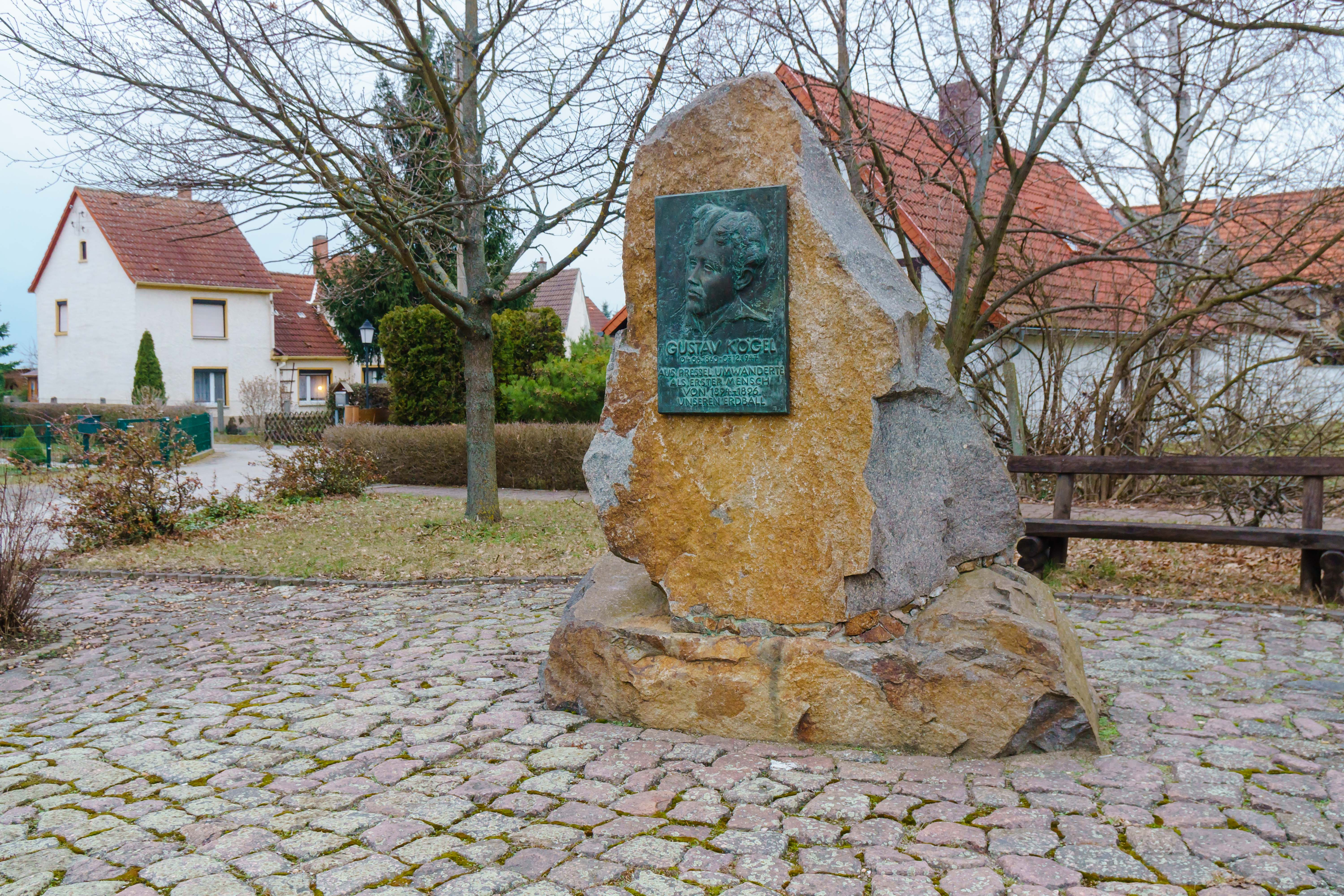
Gustav-Kögel-Denkmal

Das Gustav-Kögel-Denkmal befindet sich im Ortsteil Pressel der Gemeinde Laußig (Landkreis Nordsachsen) im Naturpark Dübener Heide. Hier ist das unter Denkmalschutz stehende Denkmal in der Nähe des Presseler Schlosses zu finden und ehrt den Globetrotter Friedrich Gustav Kögel (1860–1947).

## Beschreibung und Geschichte
Das Gustav-Kögel-Denkmal ehrt und erinnert an den in Pressel geborenen Globetrotter Friedrich Gustav Kögel (1860–1947). Kögel soll zusammen mit Fred Thörner auf Grund einer mit einer Zeitung abgeschlossenen Wette um 10.000 Dollar als erster Mensch von 1894 bis 1896 den Erdball zu Fuß umrundet haben. Voran gegangen war ihr eine weitere Wette, die Kögel ein Jahr zuvor mit dem von ihm eingestellten Rekord von 192 Tagen für den Fußmarsch von New York nach San Francisco gewonnen hatte. Später traf Gustav Kögel auch den Abenteuerschriftsteller Karl May, der ihm nach der Begegnung ein Gedicht widmete und die Begegnung mit Kögel später in seinen Tagebuchaufzeichnungen erwähnte. Die Wette ging letztlich verloren, da man auf der Reise nicht wie vereinbart Sibirien durchquerte. Die Öffentlichkeit würdigte beide Wanderer mit einer weltweiten Berichterstattungen und Achtung ihrer Leistung.
Das Denkmal wurde anlässlich des einhundertsten Jubiläums der Weltumrundung am 6. Oktober 1996 eingeweiht. Beim Gustav-Kögel-Gedenkstein handelt es sich um eine grob behauene Granitstele, die sich auf einem Granitsockel befindet. An der Front des Steins ist eine Kupferplatte mit dem Bildnis von Gustav Kögel angebracht. Des Weiteren befinden sich auf ihr sein Name, seine Lebensdaten und die Inschrift: „Aus Pressel umwanderte als erster Mensch von 1894-1896 unseren Erdball“.
Das Areal um den Gedenkstein wurde mit Granitsteinen ausgelegt und bepflanzt.

## Gustav-Kögel-Wanderweg

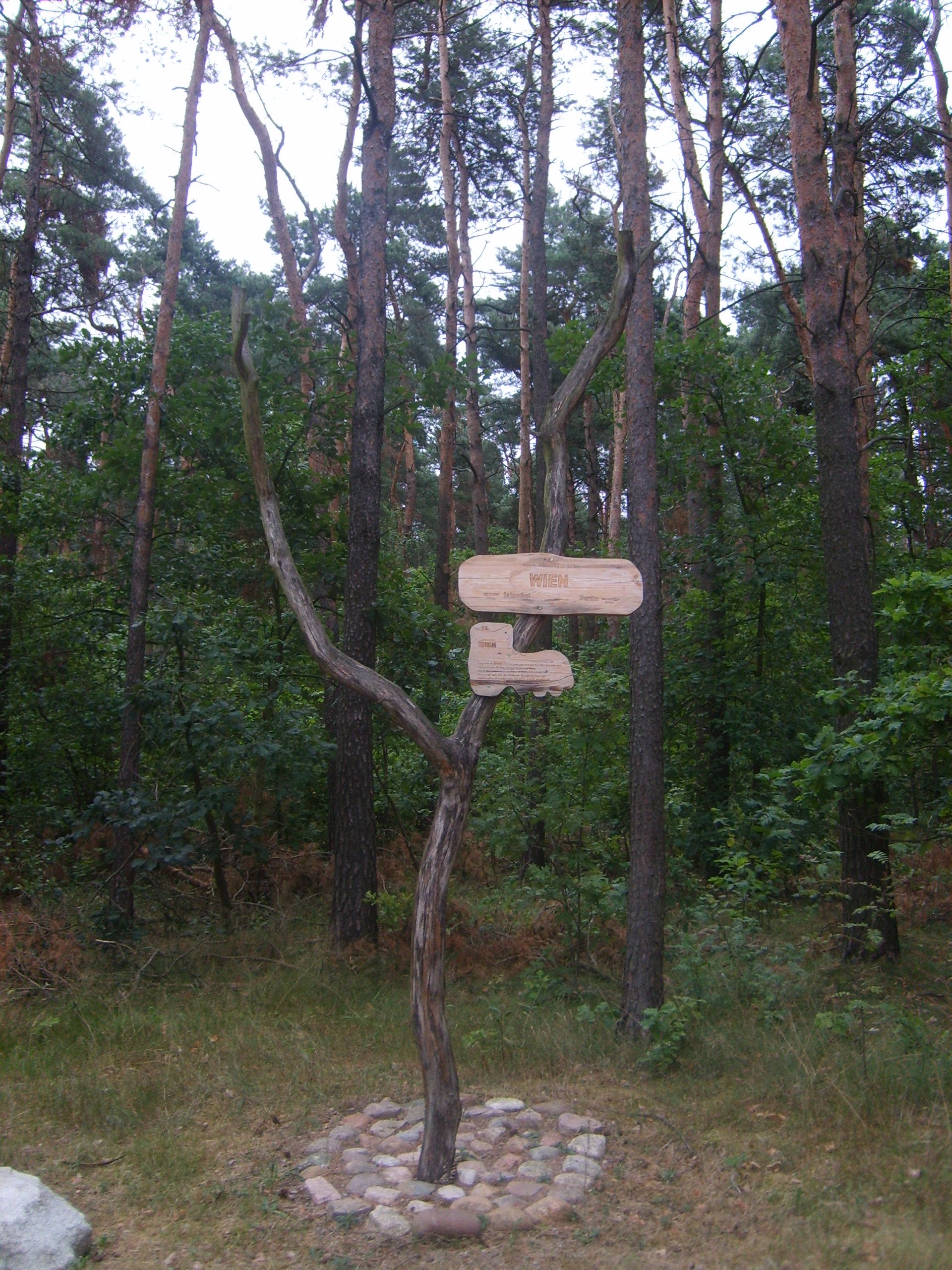
Die Station Wien des Gustav-Kögel-Wanderwegs in der Nähe der Presseler Neumühle.

Der am Denkmal beginnende Gustav-Kögel-Wanderweg ist eine weitere Ehrung im Geburtsort Kögels. Der sechs Kilometer lange Rundweg führt am Geburtshaus des Abenteurers und verschiedenen sehenswerten Orten des Dorfes und seiner näheren Umgebung vorbei. Die 19 verschiedenen mit Findlingen und Holztafeln markierten Stationen des Wanderwegs bekamen dabei die Namen von Städten, die Gustav Kögel auf seiner Reise um die Welt besuchte.